# Parc national du Haut-Atlas oriental
 (janvier 2015).
Si vous disposez d'ouvrages ou d'articles de référence ou si vous connaissez des sites web de qualité traitant du thème abordé ici, merci de compléter l'article en donnant les références utiles à sa vérifiabilité et en les liant à la section « Notes et références ».
Le parc national du Haut Atlas oriental est un parc naturel marocain situé dans la province de Midelt (région de Drâa-Tafilalet), près de la localité d'Imilchil.
Constitué de massifs montagneux très accidentés, ce parc s'étend sur 49 000 ha entre la zone relativement humide, au nord, et celle sèche et désertique, au sud du Haut Atlas oriental.

## Localisation
Le parc national du Haut-Atlas oriental s’étend sur la portion orientale du Haut Atlas, entre la localité d’Imilchil et la pointe de Jbel Aberdouz. Ses coordonnées géographiques sont de latitude = 32.155 Nord
et de longitude = -5.634722 Ouest. Il occupe un territoire présentant trois compartiments distincts : le plateau des deux lacs nommés respectivement : le lac d'Isli et le lac Tislit - à l’Ouest, la zone montagneuse au centre et l’arête de Jbel Aberdouz à l’Est.
Le parc fait partie de la réserve de biosphère des Cèdres de l'Atlas et de la réserve de biosphère des oasis du Sud marocain.

## Biodiversité floristique
Le parc est drainé par plusieurs oueds qui constituent un réseau hydrographique dense et enchevêtré. Les versants Nord du parc sont couverts par une belle futaie de Cèdres en associations avec le Chêne vert, le Pin maritime de montagne, le Genévrier thurifère et le Genévrier de Phénicie. Au-delà de 3 000 m d'altitude, la flore est représentée par une végétation en coussinets. La végétation comprend donc des forêts de Cèdre, de Chêne vert et de Genévrier et de vastes étendues de steppes au-dessus de 3000 mètres d’altitude. Principale formation végétale sur le site, la forêt de Cèdre est d’un intérêt particulier parce qu’elle est la seule Cédraie au Maroc à occuper un vaste territoire de montagne rocheuse, tout en étant à la limite de son aire de répartition

## Biodiversité faunistique
La rudesse du relief du parc offre refuge et sécurité à une importante population de Mouflons à manchettes (Ammotragus lervia), aux Gazelles de Cuvier (Gazella cuvieri) vivant encore à l’état sauvage (dites également Gazelles de montagne) et aux derniers Léopards de Berbérie (Panthera pardus panthera). La présence du loup d'Égypte (Canis aureus lupaster ou Canis lupus lupaster) ou loup d'Afrique a été confirmée dans le Moyen-Atlas marocain en 2012 par des scientifiques espagnols. D’autres espèces enrichissent le peuplement animal de ce parc : Magot et Sanglier, ainsi que plus de 120 espèces d’oiseaux terrestres dont des rapaces rares, une vingtaine d’espèces d’oiseaux aquatiques et une trentaine d’espèces de reptiles et amphibiens.

## Patrimoine culturel
Le parc national du Haut-Atlas oriental se distingue également par son patrimoine culturel unique au Maroc, particulièrement par le célèbre « moussem des fiançailles » ou festival des fiançailles d'Imilchil, fête traditionnelle organisée autour des lacs d’Isli (le fiancé) et lac Tislit (la fiancée) à côté du village d’Imilchil et attirant des milliers de touristes nationaux et étrangers.